# Paul Breitner
Paul Breitner, nemški nogometaš, * 5. september 1951, Kolbermoor, Zahodna Nemčija.
Breitner je med letoma 1970 in 1974 ter 1978 in 1983 igral za Bayern München v Bundesligi, kjer je igral tudi za Eintracht Braunschweig med letoma 1977 in 1978. Med letoma 1974 in 1977 je za Real Madrid odigral 84 prvenstvenih tekem v španski ligi ter dosegel deset golov. S klubom je v sezonah 1974/75 in 1975/76 osvojil naslov španskega državnega prvaka, v sezoni 1974/75 pa tudi naslov španskega pokalnega zmagovalca. Za Bayern je skupno odigral 255 prvenstvenih tekem, na katerih je dosegel 83 golov, za Eintracht pa je odigral 30 prvenstvenih tekem in dosegel deset golov. Z Bayernom je osvojil naslov nemškega državnega prvaka v sezonah 1971/72, 1972/73, 1973/74, 1979/80 in 1980/81, zmagovalca nemškega pokala v sezonah 1970/71 in 1981/82 ter naslov zmagovalca Pokala državnih prvakov v sezoni 1973/74 in podprvaka v sezoni 1981/82.
Za zahodnonemško reprezentanco je skupno odigral 48 uradnih tekem, na katerih je dosegel deset golov. Z reprezentanco je osvojil naslov evropskega prvaka 1972 ter naslov svetovnega prvaka 1974 in podprvaka 1982. Leta 1972 je bil izbran v idealno postavo prvenstva, leta 1981 je bil izbran za nemškega nogometaša leta in prejel nagrado srebrna žoga za drugega v izboru za evropskega nogometaša leta.